# わいふ
『わいふ』（現誌名：『Wife』）とは、1963年に創刊した女性のための会員制投稿誌である。投稿内容は各時代の女性たちの実生活を反映したものであり、扱われたテーマは、主婦の再就職、仕事と家事の両立、教育、いじめ、セックスレス夫婦、介護、年金、家庭内暴力、不妊治療、事実婚、セクハラ、ストーカー、児童虐待、社会人入学など多岐にわたる。投稿会員の中からは多くのライターが生まれた。また、「グループわいふ」名義での著作物も多数ある。

## 沿革
- 1963年 兵庫県宝塚市の団地でガリ版刷りのミニコミ誌として誕生。
- 1975年 東京都市谷に編集部を移し、編集長・田中喜美子、副編集長・和田好子で、138号から第二次『わいふ』スタート。
- 2006年 東京都国立市に編集部を移し、編集長・赤井久美子、副編集長・前みつ子で、320号から第三次『Wife』スタート

## 「林・田中論争」
前編集長・田中喜美子と東京女子大学教授である林道義の間で、出版した本をめぐって、多くの論争があった。
- 1998年4月　東京女子大学教授の林道義が『主婦の復権』（講談社）を発表。
- 1998年9月　田中喜美子が講演会で林道義の『主婦の復権』を名指しで批判。
- 1999年3月　林の『主婦の復権』を批判した内容の『「主婦の復権」はありうるか。』を田中喜美子が社会思想社から出版。
- 1999年8月　林がその著書『フェミニズムの害毒』（第6章「主婦を惑わすカルト的勧誘」）において、田中喜美子の『「主婦の復権」はありうるか。』および、田中の主催する「わいふ」誌の活動を批判。